# Мамедбекова Лейла Алескер-кизи
Лейла Алескер кизи Мамедбекова (Мамедбейова) (азерб. Leyla Ələsgər qızı Məmmədbəyova; 1909, Баку — 1989, Баку) — азербайджанська льотчиця, перша жінка-льотчик на Кавказі, а також у всій Південній Європі та Передній Азії.

## Біографія
Лейла Мамедбекова отримала професійну освіту в Бакинському аероклубі і здійснила свій перший політ в 1931 році.
З 1932 року продовжила навчання в Тушинському льотному училищі в Москві. 17 березня 1933 року Мамедбекова добровільно стрибнула з парашутом з борту літака У-2, ставши другою, після Ніни Камнєвої, жінкою-парашутистом в Радянському Союзі. У 1934 році стала переможницею змагань зі стрибків з парашутом серед представників закавказьких республік. До 1941 року Мамедбекова вже була майором авіації. Надалі вона готувала авіаційні кадри в Бакинському аероклубі.
У роки Другої світової війни Мамедбековій як матері чотирьох неповнолітніх дітей (всього їх було шість) було відмовлено йти на фронт. Бакинський аероклуб був закритий, але Мамедбекова домоглася дозволу відкрити курси десантників і парашутистів, де вона за роки війни підготувала близько 4 тисяч парашутистів-десантників і сотні льотчиків. Двоє з них, Аділь Кулієв і Микола Шевердяев згодом стали Героями Радянського Союзу. Мамедбекова зробила свій останній політ у 1949 році.
До виходу на пенсію в 1961 році вона працювала заступником голови в бакинській філії ДОСААФ.

### Родина
Старший син Лейли Мамедбекової Фірудін воював у Другій світовій війні, а молодший Ханлар — Карабахській.

## Пам'ять

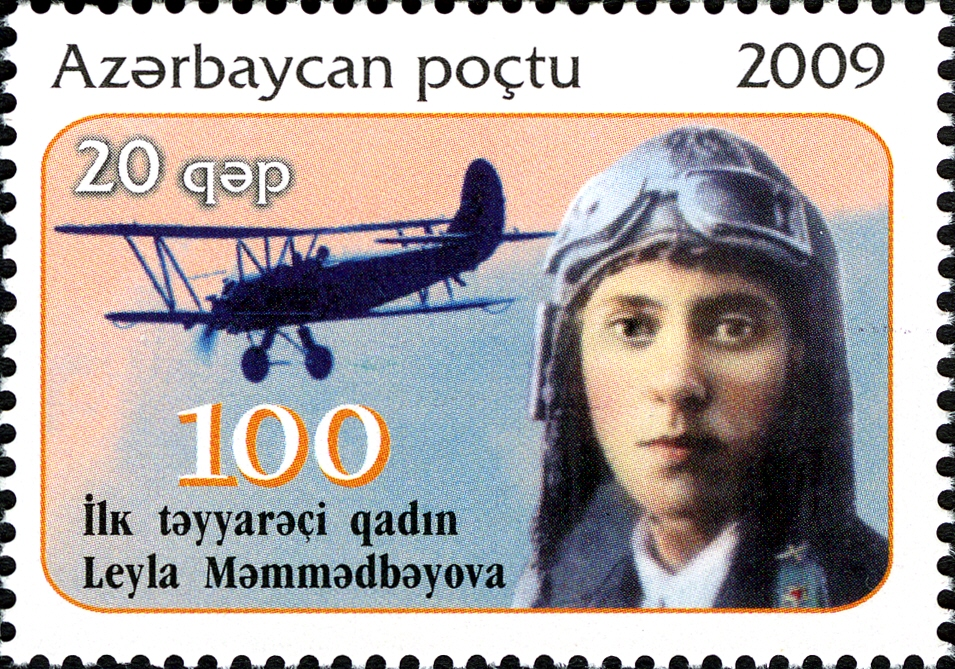
Поштова марка Азербайджану, 2009 рік

- Ще за життя Лейлі Мамедбековой було присвячено безліч віршів і кінофільмів, у тому числі і написаний у 1935 році Самед Вургуном вірш «Лейла».
- У 1995 році про неї знятий документальний фільм «Лейла» (з серії «Наші великі сини і дочки», реж. Назім-Рза Ісрафілогли).
- У 2009 році випущена поштова марка Азербайджану, присвячена Мамедбековій.
- Іменем Мамедбекової названа вулиця в селищі імені Бакіханова в Баку.